# Рогатый кракс
Рога́тый кракс (лат. Pauxi unicornis) — вид птиц из рода шлемоносных краксов (Pauxi) семейства краксов, эндемик Боливии. Взрослые особи достигают примерно одного метра в длину и массы около 4 кг. Отличительной чертой представителей этого вида является бледно-голубой гребень. Основу питания составляют опавшие плоды, различные насекомые и падаль. Сведения о брачных повадках этой птицы и об уходе за потомством скудны и частично противоречивы.
Рогатый кракс обитает в тропических лесах, растущих в холмистой местности. Специфические требования к среде обитания привели к тому, что ареал этого вида невелик и весьма фрагментирован. Численность рогатого кракса составляет всего несколько тысяч особей; вид находится под угрозой исчезновения из-за охоты и разрушения среды обитания.

## История открытия и изучения
Первые экземпляры данного вида, самец и самка, были обнаружены в 1937 году в холмистой местности над городком Боливар (Кочабамба, Боливия) американским исследователем М. А. Каррикером-младшим. По этим экземплярам американскими орнитологами Джеймсом Бондом и Родольфом Мейером де Шауэнси в 1939 году был описан новый вид птиц, который они поместили в род Pauxi и назвали Pauxi unicornis; этот вид стал вторым в этом роде вместе с Pauxi pauxi (который был описан ещё Карлом Линнеем). В качестве основных морфологических отличий Pauxi unicornis от Pauxi pauxi указывались разная форма и направление гребня (у Pauxi pauxi гребень направлен в сторону тела птицы, а у Pauxi unicornis он направлен вверх), наличие завитых шейных перьев и цвет отлива плюмажа птицы (зеленоватый у Pauxi unicornis, голубоватый у Pauxi pauxi). 30 лет спустя, в 1969 году, были обнаружены ещё две птицы, опять же самец и самка, которые были похожи на найденные Каррикером. На этот раз, однако, они были обнаружены в Перу — достаточно далеко от Pauxi unicornis, который был найден в Боливии. Эти образцы были описаны Джоном Веске и Джоном Терборгом в 1971 году как новый подвид Pauxi unicornis — Pauxi unicornis koepckeae, который они назвали в честь немецкого орнитолога, специалиста по птицам Неотропики Марии Кёпке.
Систематическое положение Pauxi unicornis с тех пор несколько раз пересматривалась. В 1943 году был описан новый подвид типового вида рода Pauxi — Pauxi pauxi gilliardi, который морфологически выглядел как промежуточная форма между Pauxi pauxi и Pauxi unicornis. Александр Ветмор и Уильям Фелпс, описавшие Pauxi pauxi gilliardi, отнесли все три формы, входящие в этот род, к единому биологическому виду и рассматривали Pauxi unicornis как подвид с названием Pauxi pauxi unicornis.
Эта теория была впоследствии опровергнута Чарлзом Вори, который привёл доказательства тому, что Pauxi pauxi и Pauxi unicornis относятся к разным видам, а в 2011 году Мелвин Гастаньяга с соавторами перевели Pauxi koepckeae в ранг самостоятельного вида, указывая на такие морфологические различия между последним и Pauxi unicornis, как меньший по размеру гребень Pauxi koepckeae и его более треугольную форму. Кроме того, была показана различная вокализация у этих двух видов.
Кладистическое положение рогатого кракса в контексте самостоятельности рода шлемоносных краксов в семействе краксов также менялось с течением времени. В 1965 году Франсуа Вуйюмье предположил, что четыре близкородственных рода краксов — гокко (Crax), краксы-миту (Mitu), шлемоносные краксы (Pauxi) и красные гокко (Nothocrax) (подсемейство Oreophasinae) — следует объединить в один род. В отличие от него, Вори считал, что все четыре рода являются самостоятельными. Делакур и Амадон предложили третий вариант: объединить в один род Crax, Pauxi и Mitu, а Nothocrax оставить самостоятельным. Последующие исследователи также предполагали, что Nothocrax является сестринской кладой по отношению к Crax, Pauxi и Mitu. Тем не менее, по состоянию на 2004 год последние три таксона рассматривались как три самостоятельных рода. Международный союз орнитологов относит вид Pauxi unicornis к роду шлемоносных краксов (Pauxi) из семейства краксов, не выделяя в нём подвидов.

## Этимология
Родовое название Pauxi происходит от видового эпитета pauxi, который Линней присвоил родственному виду Crax pauxi в 1766 году (нынешнее название этого вида — Pauxi pauxi). Эпитет в свою очередь образован от исп. paují — обозначения некоторых видов крупной пернатой дичи, использовавшегося первыми европейскими поселенцами в Южной Америке. Видовое название unicornis образовано от лат. uni («один») и cornu («рог»).

## Ареал и среда обитания
Рогатый кракс — оседлая птица. По состоянию на 2019 год, вид известен только с территории департаментов Кочабамба и Санта-Крус Боливии, и, вероятно, является эндемиком страны (опубликовано всего одно наблюдение в 1992 году, предположительно, этого вида у подножия Анд, на территории региона Пуно, Перу, в его юго-восточной части). Птица обитает на восточных склонах Анд, в густых лесах, в холмистой местности, отличающейся большим количеством осадков. Большинство особей было зафиксировано на высоте 500—900 метров над уровнем моря, хотя отдельные встречаются на высотах от 400 до 1300 м над уровнем моря (большую часть года представители этого вида проводят в регионах, расположенных выше 550 м над уровнем моря, но во время сухого сезона могут перемещаться в более низко расположенные места). Краксы предпочитают гнездиться в тропических лесах крутых склонов, неподалёку от источников, что весьма ограничивает их ареал. Тем не менее в случае необходимости для гнездования может быть использована и территория с пологими склонами. Площадь ареала вида, по различным оценкам, составляет от 4000 до 10 244 км². Плотность популяции Pauxi unicornis в исключительных случаях может достигать 20 особей на квадратный километр, но стандартная плотность составляет 1—2 особи на квадратный километр.

## Описание
Рогатый кракс — крупная птица, одна из самых больших в своём семействе (значительно крупнее только большой кракс). Длина тела взрослой птицы достигает 85—95 см. Масса тела самцов достигает 3,8 кг, а самок — около 3,6 кг. Клюв ярко-красный, а гребень (он же шлем) бледно-голубой, размером до 6,3 см. Остальная часть тела почти полностью чёрная с белой зоной в нижней части, вплоть до хвоста. Длина крыла этой птицы находится в диапазоне 38,1—40,2 см, длина тибиотарзуса — 10,0—10,8 см, длина хвоста — 31,0—34,8 см. Окраска оперения в основном чёрного цвета, с зеленоватым отливом (хотя, в природе наблюдали птиц с синим отливом, отсутствующим у музейных экспонатов). Ноги обычно имеют бледно-красный цвет, но у самцов могут приобретать желтоватый оттенок во время сезона размножения. Половой диморфизм выражен слабо.

### Вокализация
Наибольшая вокальная активность рогатого кракса наблюдается в начале влажного сезона, в сентябре, когда эти птицы поют брачные песни. По имеющимся данным, поют только самцы. Продолжительность песни составляет около девяти секунд. Поют они, как правило, сидя на насесте, хотя иногда встречаются особи, поющие на земле. Песня краксов напоминает гудение «хмм-ммум-ХМ» (последний аккорд песни значительно более громкий, чем остальная её часть). Наблюдение за поющими птицами с разного расстояния показало, что если на расстоянии 350 м можно было услышать только последний, самый громкий аккорд песни, то, находясь в 250 м от них, уже можно было уловить остальные аккорды, а на расстоянии 200 метров хорошо было слышно уже всю песню. Самые сложные для восприятия нижние резонансные ноты можно было слышать на расстоянии, не превышающем 50 м.
Наиболее активны поющие краксы перед рассветом и сразу после него, пик активности приходится на период от 4 до 7 часов утра. Частота повторения песни может доходить до четырёх раз в минуту, и такую активность птица может поддерживать в течение часа. Самцы, поющие недалеко друг от друга, иногда синхронизируют свои песни.
Кроме брачных песен у рогатых краксов был зафиксирован сигнал тревоги, резкий, взрывной звук «к-соп» или «ксииук», который подаётся вспугнутой птицей с земли или уже на насесте.
Наблюдение за поющими краксами позволило предложить физиологический механизм их пения. Перед началом пения у этих птиц надувалась область шеи и они выполняли движения головы напоминающие накачивание насосом, а само пение выполнялось с закрытым клювом. Эти действия указывают на то, что рогатые краксы поют, выпуская воздух через трахею путём сокращения мышц шейных воздушных мешков, которые сжимают лёгкие.

## Питание
Рацион рогатых краксов состоит из фруктов, семян, мягких частей растений, а также насекомых (личинок и взрослых) и позвоночных (падали). Предположительно, около половины потребляемой пищи в рационе краксов составляют беспозвоночные, а позвоночные и растительная пища примерно поровну составляют оставшуюся половину. Основу растительной части рациона краксов составляют опавшие плоды Prunus occidentalis (родственника лавровишни), а также плоды некоторых видов лавровых. Кроме того, имеются данные, что краксы поедают молодые побеги деревьев. Из насекомых представители этого вида питаются в основном личинками жесткокрылых и взрослыми двукрылыми. На позвоночных эти птицы не охотятся — та часть их рациона, которая опознана как «позвоночные», является, вероятно, результатом расклёвывания костей мелких млекопитающих.
Поиском пищи рогатые краксы занимаются в основном ранним утром (на заре и приблизительно до 8:30 утра), и во второй половине дня, от 16 ч и до заката, но отдельных особей наблюдали за едой в любое светлое время суток. Предположения, что эти птицы охотятся по ночам, до сих пор не подтвердились наблюдениями. Самку, насиживавшую яйца на гнезде, видели ловящей летающих насекомых.

## Защита от хищников
Рогатые краксы летают неохотно, но, убегая от хищников, могут планировать вниз по склону. Кроме того, в качестве защиты от хищников краксы прячутся в деревьях, уходят или убегают вверх по склону.

## Размножение
Как было указано выше, самцы начинают петь брачные песни в начале дождливого сезона, в сентябре. Имеются две полярные точки зрения на вопрос территориальности этого вида. Часть наблюдений указывают на то, что эти птицы полигамны, и процесс токования происходит разбросанными стайками (из имеющихся наблюдений — до 6 птиц одновременно). Другие наблюдатели утверждали, что краксы моногамны, а самцы территориальны.
По состоянию на 2019 год было найдено лишь одно гнездо рогатого кракса — в 1989 в Национальном парке Амборо. Гнездо имело форму горшка 30 см в диаметре и было сделано из сухих листьев и хвои. Оно было расположено на развилке дерева на высоте пяти метров от земли. Для гнезда было выбрано изолированное дерево, окружённое водой. В гнезде было единственное яйцо, на котором сидела исключительно самка. Самка оставляла гнездо по ночам и возвращалась к нему с первыми лучами солнца (до 6 часов утра). Птенец имел коричневую окраску, переходящую в чёрную сверху и более светлую снизу. Шлем был заметен уже у месячного птенца. Исходя из размеров гребня, учёные считают, что эти птицы участвуют в ухаживании и размножении уже на первом году жизни.

## Охрана
МСОП присвоил этому таксону охранный статус «Виды на грани исчезновения» (CR). По состоянию на 2019 год численность рогатых краксов оценивалась в диапазоне от 1000 до 5000 взрослых особей. Предположительно, наибольшее количество особей находится в национальном парке Исиборо. Ареал вида весьма мал и фрагментирован. Воспроизведение этого вида вероятно весьма медленное, единственное обнаруженное гнездо содержало всего одно яйцо (хотя теоретические выкладки, основанные на изучении гнёзд других видов шлемоносных краксов, предполагают наличие в среднем двух яиц в кладке). В качестве основных факторов, угрожающих этому виду, указываются охота и разрушение среды обитания. Леса, расположенные на подходящей высоте для краксов, в последние годы активно вырубаются с целью расчистки пригодных для сельского хозяйства земель. Развитие дорожно-транспортной сети осложняет птицам расселение. В Боливии местные жители охотятся на этих птиц (среди прочего — ради еды, для использования их гребня для изготовления зажигалок, а голов — в традиционных танцах), в том числе и в национальных парках, которые не имеют эффективной защиты от браконьерства. Кроме того, существующие тенденции изменения климата могут привести к снижению поголовья этих птиц на десятки процентов в течение нескольких десятков лет. Существуют прогнозы вымирания этого вида в дикой природе в течение тридцати лет, если всеобъемлющие меры по его охране не будут приняты.
Association Armonía, некоммерческая организация по охране природы Боливии, продвигает программу по охране и восстановлению популяции этого вида. Предложенные меры включают в себя развитие экотуризма в национальных парках, служащих средой обитания рогатого кракса, и превращения этой птицы в символ такой программы, кампании по привлечению внимания местного населения к важности сохранения эндемических видов животных и программы разведения этого вида в неволе. Кроме того, по мнению исследователей, эффективные меры по сохранению этого вида должны включать технологии как по отслеживанию популяций этих птиц, так и по отслеживанию деятельности браконьеров (и эффективные меры по пресечению этой деятельности). В более широком аспекте решения проблемы предлагается разработать меры, направленные на улучшение благосостояния местных жителей в обмен на их добровольное согласие отказаться от охоты на рогатого кракса и других видов, находящихся под угрозой вымирания.